# Podul Golden Gate

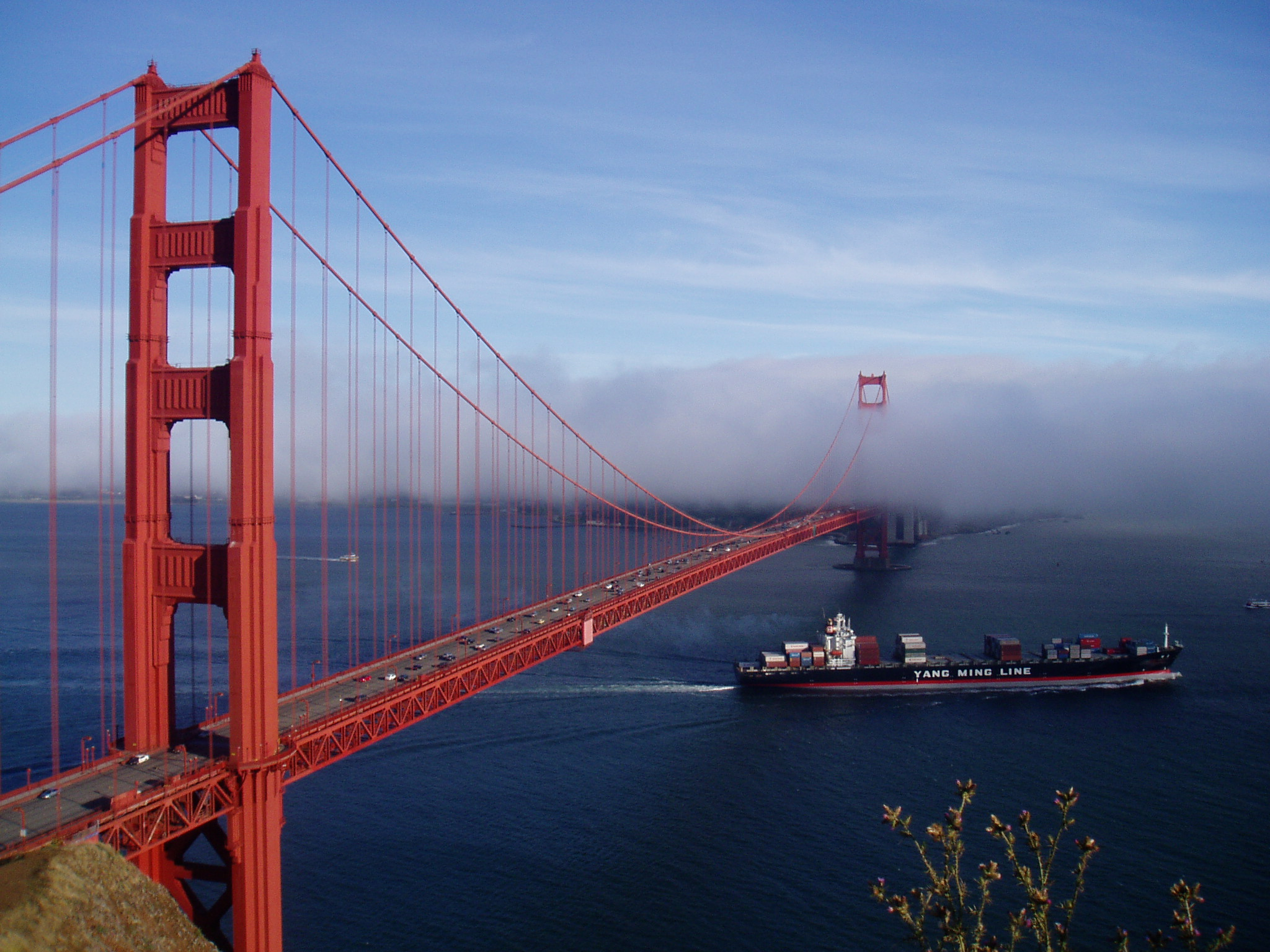
Podul Golden Gate cu pilonul sudic acoperit de nori.

Podul Golden Gate (în engleză Golden Gate Bridge) este un pod de tip suspendat, situat în partea de vest a Statelor Unite în statul California, a fost inaugurat la 27 mai 1937. În prima zi a dării în folosință podul a fost deschis numai pietonilor, în acea zi, numită „Ziua Pietonilor”, fiind traversat de 200.000 de persoane. Cu o deschidere de 1.280 m, Podul Golden Gate leagă orașul San Francisco de orașul Sausalito, fiind situat peste strâmtoarea Golden Gate ce face legătura între Oceanul Pacific (la vest) și Golful San Francisco (la est).
Podul, care are o lungime totală de 2.737 m, a devenit celebru prin faptul că a fost prima construcție uriașă suspendată la peste 150 m deasupra nivelului apei, fiind în același timp un exemplu strălucit al stilului arhitectural „Art Deco” târziu din Statele Unite ale Americii. A devenit repede un simbol marcant al orașului San Francisco, fiind adesea identificat cu spiritul liberal al acestui influent oraș californian.

## Construirea podului
Primele planuri de a lega printr-un pod cele două maluri a strâmtorii Golden Gate datează din anul 1871, mulți specialiști având îndoieli cu privire la posibilitatea finanțării acestui proiect. În anul 1920 s-au reînoit pregătirile de realizare a proiectului, cu toate obiecțiile și acțiunile de boicotare ale proprietarilor de vapoare ale căror vase traversau strâmtoarea. Perioada de construcție a podului a durat între data de 5 ianuarie 1933 până la data de 27 mai 1937 sub conducerea inginerului șef Joseph B. Strauss, avându-i ca asistenți pe Charles Ellis și Leon Moiseff. Este interesant câ acest pod controversat a necesitat: "200 de milioane de cuvinte pentru a convinge populația de necesitatea existenței sale și numai patru ani și 35 milioane de dolari pentru construirea lui".
În timpul construcției podului s-au produs 14 accidente mortale. Construirea podului a necesitat realizări tehnice deosebite, fiind pentru o bună perioadă de timp podul suspendat cel mai lung din lume, partea suspendată măsurând 2.332 m. Stâlpul de susținere cel mai înalt are 227 m, iar grosimea cablurilor principale (înmănunchiate) este de 92 cm. Podul cântărește 887.000 de tone și a necesitat 600.000 de nituri. A fost în întregime construit din donații într-o perioadă de timp când Statele Unite ale Americii se găsea după „Marea criză economică”, și când economia SUA se confrunta cu problema unui șomaj ridicat.

## Traficul

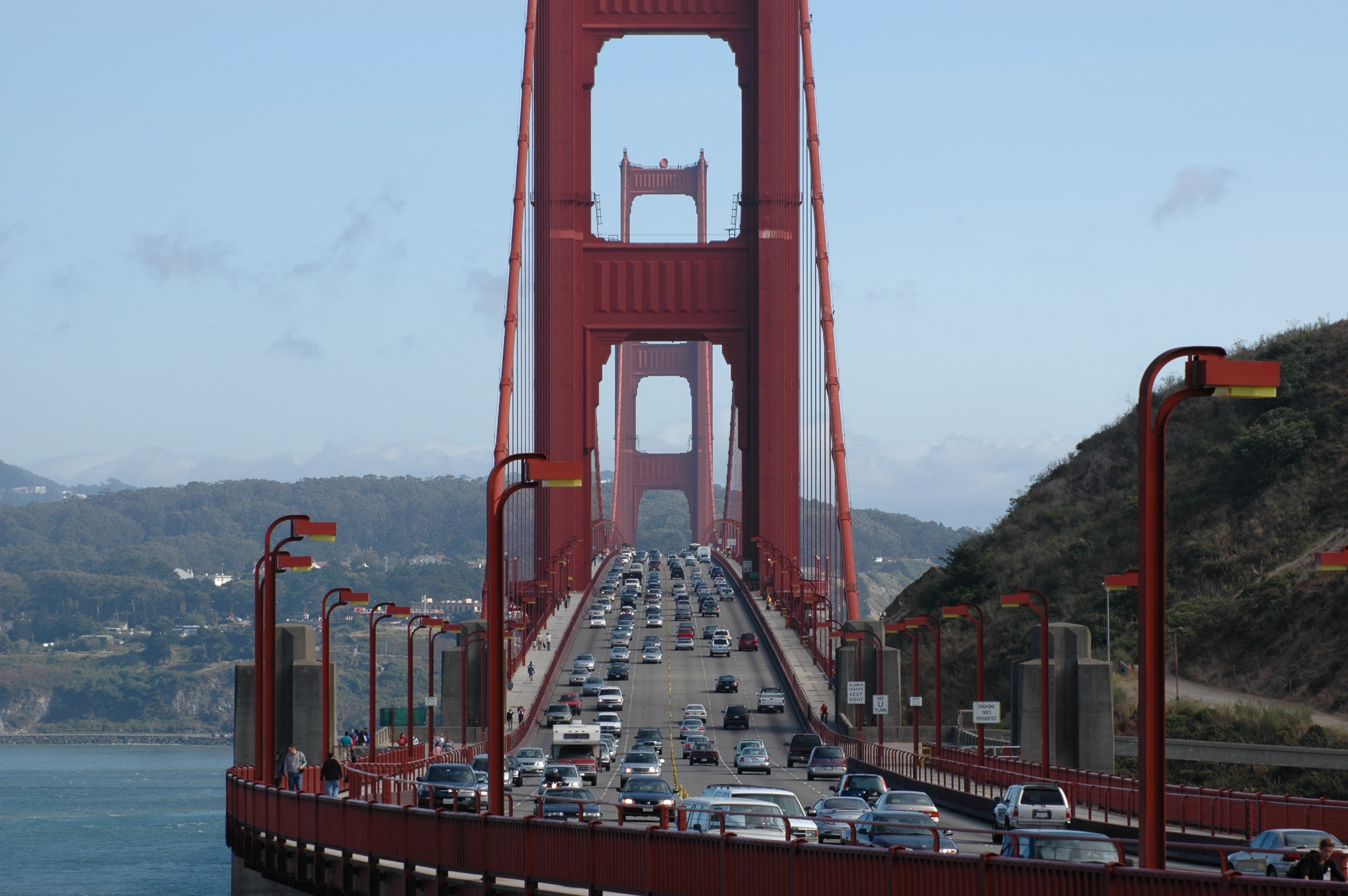
Traficul pe Podul Golden Gate, privire spre intrarea dinspre nord spre San Francisco.

Podul Golden Gate servește ca legătură de transport vitală pentru Autostrada 101, care face legătura între orașul San Francisco și districtul Marin County. Dispune de șase benzi de circulație cu lungimea de 2.736 m. Din motive de siguranță, viteza maximă admisă este de 73 km/h. Podul dispune de un sistem de monitorizare în timp real al traficului, ceea ce permite reconfigurarea benzilor de circulație în funcție de numărul și direcția de deplasare a mașinilor. Astfel, dimineața sunt activate patru benzi spre sud (San Francisco) și două spre nord (Sausalito); iar după-amiaza și în zilele libere, sunt câte trei pe fiecare sens. Traficul pietonilor și bicicliștilor este permis numai pe trotuare și numai pe timpul zilei. Accesul câinilor este permis dacă aceștia sunt însoțiți de stăpâni și sunt în lesă.

## Funcționare

### Vânt
Podul a fost închis din cauza vântului puternic de cinci ori în: 1951, 1982, 1983, 1996, și 2005. Vânturile puternice din 1982 au fost indeajuns de puternice ca să provoace o clătinare vizibilă a podului.